# Романчук Сергій Іванович
Сергій Іванович Романчук (7 червня 1982, Макіївка) — український богатир та пауерліфтер, переможець Всеукраїнських богатирських турнірів. Учасник «World Strongest Man — 2010», «Арнольд-Стронгмен-Класік-Гріп-2010». Рекордсмен України у вправі «Фермерська прогулянка». Після початку російської агресії проти України керує спортивним клубом «Ведмідь» Макіївці (окупована територія, яку контролює т. зв. «Донецька народна республіка»).

## Кар'єра
Брав участь у World's Strongest Man в 2010 році, а також у Europe's Strongest Man 2010.
Сергій Романчук виграв змагання серед богатирів на змаганнях у Strongman Champions League що проходили у Києві 18 грудня 2010 року.
Також переміг на змаганнях у Полтаві 25 серпня 2011 року. Це досягнення надає Сергію можливість брати участь у змаганнях World Strongest Man 2011.
Дворазовий переможець Чемпіонату України з пауерліфтингу у 2007 та 2012 роках.
Сергій був членом збірної команди Богатирів України, що входить до складу Федерації найсильніших атлетів України і перетягування канату.
З початком російської агресії проти України вирішив залишитися на окупованій території в Макіївці, де керує спортивним клубом «Ведмідь», що контролюється «Донецькою народною республікою».